# Olga Belajeff
Olga Belajeff bzw. Olga von Belajeff, russ. Olga Beljaewa (Ольга Беляева), zum Karrierebeginn als Olga d’Org, in den USA bürgerlich Olga de Belaieff, verehelichte Olga Moulton. Weiterer Name Olga Scholnirowsky (* vermutlich 1899, laut US-Social Security Death Index 3. Märzjul. / 16. März 1903greg. in Russland; † 17. Februar 1976 in Sarasota, Florida, Vereinigte Staaten) war eine russischstämmige Schauspielerin beim (überwiegend deutschen) Stummfilm.

## Leben und Wirken
Über Herkunft und Ausbildung der gebürtigen Olga Beljaewa ist derzeit nichts bekannt. Angeblich soll sie als sehr junge Frau mit einem zaristischen Offizier namens Scholnirowsky verheiratet gewesen sein. Belajeff stieß im Revolutionsjahr 1917 zum russischen Film und schloss sich um 1919/1920 dem Tross zahlreicher Kinoschaffenden an, die via der zeitweise von den Weißrussen noch gehaltenen Krim-Halbinsel  in Richtung Westeuropa flohen. Sie landete mit ihren russischen Exilanten-Kollegen zunächst in Italien und versuchte dort ihre Filmtätigkeit unter dem Künstlernamen “Olga d’Org” mit Hilfe des gleichfalls vor den Kommunisten geflohenen Landsmannes und Regisseurs Aleksandr Uralsky  fortzusetzen. 1922 traf sie, aus Dänemark kommend, wo sie im Vorjahr von A. W. Sandberg die weibliche Hauptrolle in einer ambitionierten Verfilmung von Charles Dickens’ Große Erwartungen erhalten hatte, in Berlin ein und wurde dort sofort vor die Kamera geholt. Als Olga (von) Belajeff machte sie eine moderate Karriere beim deutschen Stummfilm und erhielt 1923 sogar gleich drei Rollen in der von Paul Leni inszenierten Schauergeschichte Das Wachsfigurenkabinett. Trotz des Welterfolgs dieses Klassikers des Phantastischen Films erlebte ihre Karriere keinen Schub, und Olga Belajeff geriet bald in Vergessenheit. Nach mehreren Nebenrollen konnte sie seit Anbruch der Tonfilmzeit, möglicherweise aufgrund von Schwierigkeiten mit der deutschen Sprache, keine Rollen mehr an Land ziehen.
Am 15. März 1933 verließ Belajeff von Bremen aus das anderthalb Monate zuvor nationalsozialistisch gewordene Deutschland und reiste in die Vereinigten Staaten ab, wo sie sich zunächst in New York niederließ und nunmehr Olga de Belaieff nannte. Am 24. Juli 1934 heiratete sie in Frankreich den deutlich älteren US-Amerikaner Arthur Julian Moulton. Das Paar blieb offensichtlich dort bis 1938, dem Jahr, in dem sie und Moulton sich entfremdeten und er eine Scheidung anstrebte. Schließlich übersiedelte man in die USA. 1940 wurde Olga de Belaieff-Moulton US-Staatsbürgerin. Das Paar ließ sich schließlich 1945 scheiden. Nach Moultons Tod 1951 kam es 1955 zu einem innerfamiliären Rechtsstreit um dessen Erbe, dem im darauf folgenden Jahr eine juristische Unterhaltseinlassung Belajeffs folgte. Anschließend lebte die ehemalige Stummfilmschauspielerin Olga de Belaieff bzw. Belaieff-Moulton zurückgezogen in Sarasota (Florida), wo sie im Februar 1976 starb, ohne dass die Filmfachwelt irgendeine Notiz davon nahm.

## Filmografie
- 1917: Sin morja
- 1917: W krasje ejo bil smjerti ja
- 1918: Weloje i tschernoje
- 1920: Unter dem Verdachte des Brudermordes (La medaglia e il rovescio)
- 1921: Olga, Dik e Puk
- 1921: Nedbrudte nerver
- 1922: Große Erwartungen (Store forventninger)
- 1922: Des Landknechts letzte Liebe (Lasse Månsson fra Skaane)
- 1922: Es leuchtet meine Liebe
- 1922: Die drei Marien und der Herr von Marana
- 1923: Zaida, die Tragödie eines Modells
- 1923: Mutter, dein Kind ruft!
- 1923: Das Wachsfigurenkabinett
- 1924: Mensch gegen Mensch
- 1924: Zwei Kinder
- 1925: Der Mann seiner Frau
- 1928: Casanovas Erbe
- 1929: Die Schleiertänzerin